# Irina Zilber
Irina Zilber (ryska: Ирина Александровна Зильбер), född den 18 november 1983 i Jekaterinburg, Ryssland, är en rysk gymnast.
Hon tog OS-guld i rytmisk gymnastik för trupper i samband med de olympiska gymnastiktävlingarna 2000 i Sydney.